# Power ballad

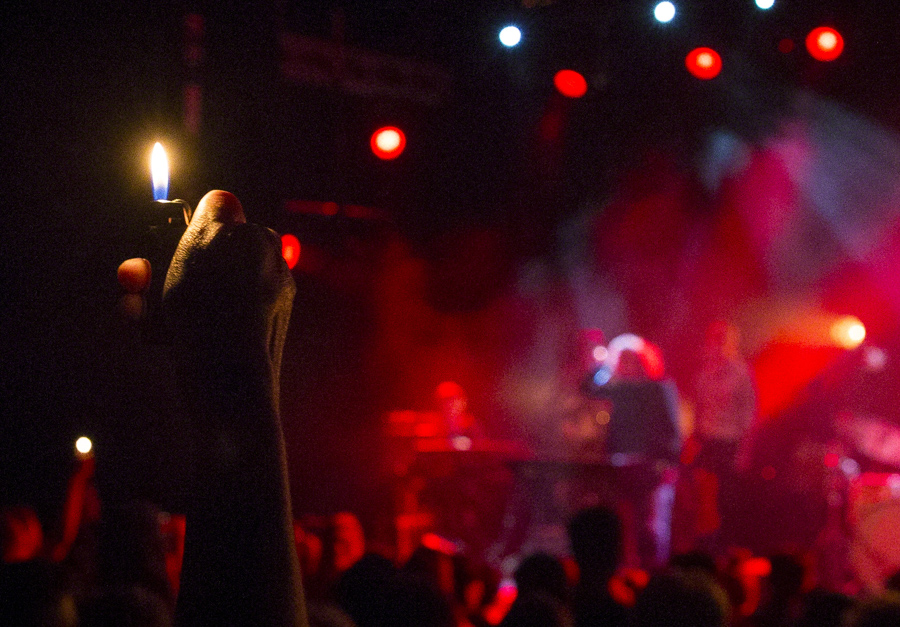
Quando è suonata una power ballad, un classico gesto degli spettatori è quello di alzare al cielo e muovere gli accendini accesi

Nella musica, il termine power ballad si riferisce a un brano lento e melodico, caratterizzato da sonorità dolci, toccanti ed evocative, che esplora temi sentimentali come la nostalgia, la gelosia, la rottura, l'abbandono o esprime semplicemente una dichiarazione d'amore. Le atmosfere possono essere malinconiche, ma anche romantiche o vigorose.

## Caratteristiche
Solitamente si fa distinzione fra ballad convenzionale e power ballad se vi è la presenza di una chitarra elettrica distorta che sopraggiunge nel climax del brano per conferire maggiore enfasi emozionale al culmine della canzone e maggior vigore al fraseggio (da cui il termine inglese "power" ad indicare la relativa "potenza" maggiore rispetto ad una semplice esecuzione acustica).
Un brano power ballad ha una struttura ritmica lenta molto cadenzata, solitamente distribuita su Intro - Strofa - Ritornello - Strofa - Ritornello - Assolo - Ritornello.
A differenza dei classici brani metal, si differenzia per il ruolo preponderante di Synth Pad, chitarra elettrica con effetto chorus (sulla strofa) e con distorsore (sul ritornello) e/o la presenza di chitarre acustiche. A questi, talvolta, vengono aggiunti archi, ottoni, percussioni orchestrali (come i timpani) e sezioni di cori.

## Storia
Il termine Power ballad divenne di uso comune durante la prima metà degli anni '70, quando le radio cominciarono a dedicare uno spazio a canzoni come Without You dei Badfinger, Stairway to Heaven dei Led Zeppelin e Dream On degli Aerosmith. Da allora, il genere rimase sempre in voga e divenne molto comune con l'hair metal.